# Mount Silverheels
Mount Silverheels je hora v Park County, ve středním Coloradu.
S nadmořskou výškou 4 213 metrů náleží do první třicítky nejvyšších hor v Coloradu s prominencí vyšší než 500 metrů. Nachází se ve střední části pohoří Front Range, které je součástí jižních Skalnatých hor, v národním lese Pike National Forest.
Podle pověsti je hora pojmenovaná podle ženy, tanečnice (Silverheels značí Stříbrné podpatky), která tančila v salónu malého horního města Bucksin Joe. V době, kdy se město vylidnilo kvůli epidemii neštovic, starala se o všechny nemocné. Místní pro ni z vděčnosti vybrali pět tisíc dolarů, ale ona mezi tím zmizela. Tak podle ni pojmenovali horu.